# Ingen er fuldkommen
Ingen er fuldkommen (engelsk: Some Like It Hot) er en amerikansk screwball-komedie fra 1959 instrueret af Billy Wilder. Filmen har Marilyn Monroe, Jack Lemmon og Tony Curtis i hovedrollerne samt George Raft og Joe E. Brown i et par vigtige biroller.

## Handling
De to fattige Chicago-musikere, Joe (Tony Curtis) og Jerry (Jack Lemmon), overværer tilfældigt noget, der kunne ligne Valentinsdagsmassakren i 1929. Da gangsterne anført af bossen 'Spats' Columbo (George Raft) ser dem, må musikerne flygte for livet. De undslipper og bestemmer sig for at forlade byen, hvilket kun kan lade sig gøre, hvis de kan få hyre i et orkester. Det eneste orkester, der mangler musikere med deres instrumenter, er et rent pigeorkester under ledelse af Sweet Sue (Joan Shawlee), og Joe og Jerry forklæder sig modvilligt som piger under navnene Josephine og Geraldine (dette ændrer Jerry senere til Daphne), hvorpå de kommer med toget sammen med orkesteret, der er på vej til et engagement i Florida.
Begge de to mænd bliver straks forgabt i sangeren og ukulelespilleren i orkesteret, 'Sugar Kane' (Marilyn Monroe), der omvendt fatter sympati for de to, som hun tror er kvinder. På turen til Florida må Joe og Jerry kæmpe desperat for at holde forklædningen.
Da de kommer frem, tager Joe en ny forklædning som millionæren 'Junior' for at kunne gøre kur til Sugar, der er på udkig efter en millionær at gifte sig med. Joe antyder, at han er arving til Shell Oil, og bruger i sine samtaler med Sugar en stemme, der efterligner Cary Grants. I mellemtiden er den ægte millionær Osgood Fielding III (Joe E. Brown) blevet forelsket i Jerry i hans forklædning som Daphne. En aften inviterer Osgood Daphne ud på sin yacht. Joe overtaler Jerry til at holde Osgood på land, idet han selv 'låner' yachten til en rendezvous med Sugar. I løbet af aftenen danser Osgood og Daphne/Jerry så længe, at Osgood til sidst frier til Daphne, der er i en slags rus af dansen og takker ja til Osgoods tilbud, idet Jerry regner med, at han efter brylluppet kan få en betragtelig sum penge af Osgood for at undgå skandalen.
Tilfældigvis holder USAs gangstere deres årlige konference (under den officielle titel "Venner af italiensk opera") på det hotel, hvor orkesteret spiller. Spats og hans bande får derved øje på Joe og Jerry. Efter en række humoristiske forfølgelser, hvorunder Joe og Jerry overværer endnu en nedskydning, denne gang af Spats og hans mænd, slipper Joe, Jerry, Sugar og Osgood ud til yachten. På vejen dertil afslører Joe sin virkelige identitet for Sugar, der forsikrer ham, at hun elsker ham alligevel. Jerry forsøger samtidig at forklare Osgood, at han ikke kan gifte sig med ham alligevel, men Osgood er fuldstændig ligeglad med alle hans indvendinger, idet han forklarer, at han allerede har sagt til sin mor, at han skal giftes. Til sidst tager den desperate Jerry parykken af og råber: "Jeg er en mand!", hvortil Osgood siger filmens sidste og berømte linje, der har givet den danske titel: "Tja, ingen er fuldkommen".

## Medvirkende
- Tony Curtis – Joe/Josephine/Junior
- Jack Lemmon – Jerry/Geraldine/Daphne
- Marilyn Monroe – 'Sugar Kane' Kowalczyk
- George Raft – 'Spats' Columbo
- Pat O'Brien – Inspektør Mulligan
- Joe E. Brown – Osgood Fielding III
- Nehemiah Persoff – 'Lille Bonaparte'
- Joan Shawlee – Sweet Sue
- Billy Gray – Sig Poliakoff
- George E. Stone – 'Tandstik' Charlie
- Sweet Sues orkester
Beverly Wills - Dolores, trombone
Colleen O'Sullivan (Penny McGuiggan) – Maude, trompet
Laurie Mitchell – Mary Lou, trompet
Marian Collier – Olga, klarinet
Grace Whitney – Rosella, trompet
Joan Kayne (Joan Fields)- Betty, klarinet
Joan Waldor – trommer
Helen Perry – Stella, trombone
Sandra Warner – Emily, saxofon
Gloria Tracy (Tracy Moss) – Gloria, harpe, clarinet
Kay Hickman – Hortensia, violin
Mary Foley – violin
Pat Holbrook – violin?
Diane Boothe – saxofon?

## Produktion

### Optagelse
Ingen er fuldkommen er filmet i sort-hvid, men den var oprindeligt planlagt som en farvefilm. Grunden til ændringen var, at der kom et meget grønligt præg i ansigterne på Lemmon og Curtis, når de havde den kraftige makeup på, der var nødvendig for at spille kvinder.
En ofte fremført hændelse fra filmens optagelse går på, at Curtis skulle have sagt, at det at kysse med Monroe var "som at kysse Hitler". I 2001 benægtede han dette i et interview, der findes som ekstramateriale til flere dvd-udgaver af filmen, men i sin selvbiografi fra 2008 indrømmer han at have sagt det til kameraholdet, men hævder samtidig, at det var et forsøg på en joke fra hans side. I et interview i et fransk tv-show senere samme år afslørede han, at han og Monroe havde haft et kærlighedsforhold til hinanden i slutningen af 1940'erne, da de begge kæmpede for at slå igennem.

### Musik
I filmen forekommer en lang række musiknumre, og fire af disse synges af Marilyn Monroe som forsanger i Sweet Sues orkester:
- "I'm Through with Love" (af Gus Kahn, Matty Malneck og Jay Livingston)
- "I Wanna Be Loved by You" (af Bert Kalmar, Herbert Stothart og Harry Ruby)
- "Some Like It Hot" (af Matty Malneck og I.A.L. Diamond)
- "Runnin' Wild" (af A.H. Gibbs, Joe Grey og Leo Wood)

## Modtagelse

### Priser
Filmen modtog en af de mindre Oscar-statuetter, prisen for bedste kostumer i en sort-hvid film. Den var nomineret til flere andre af priserne, heriblandt Oscar for bedste mandlige hovedrolle til Jack Lemmon og Oscar for bedste instruktør til Billy Wilder. Til gengæld vandt den tre Golden Globe-priser: Bedste komedie og bedste kvindelige skuespiller (Monroe) samt bedste mandlige skuespiller (Lemmon) i en komedie eller musical.
Ingen er fuldkommen er siden mange gange nævnt blandt de bedste film i historien. American Film Institute har i 1998 placeret den som den 14. bedste amerikanske film, i 2000 som den bedste amerikanske komediefilm og i 2007 som den 22. bedste amerikanske film. Desuden er filmens slutreplik af AFI blevet rangeret som nummer 48 blandt de bedste filmreplikker.

## Andre udgaver
I 1961 blev der lavet et pilotafsnit til en tv-serie med filmens figurer. Lemmon og Curtis medvirkede i cameoroller, men der blev aldrig lavet flere afsnit.
I 1972 blev der lavet en musical baseret på filmen. Den fik titlen Sugar og fik premiere på Broadway i New York med helt nyskrevet musik af Jule Styne. Stykket blev sat op i London i 1991 med Tommy Steele blandt de medvirkende, denne gang under filmens originaltitel Some Like It Hot. I 2002 spillede Tony Curtis med i en sceneudgave af filmen, idet han her spillede rollen som Osgood Fielding III.